# Sumbe

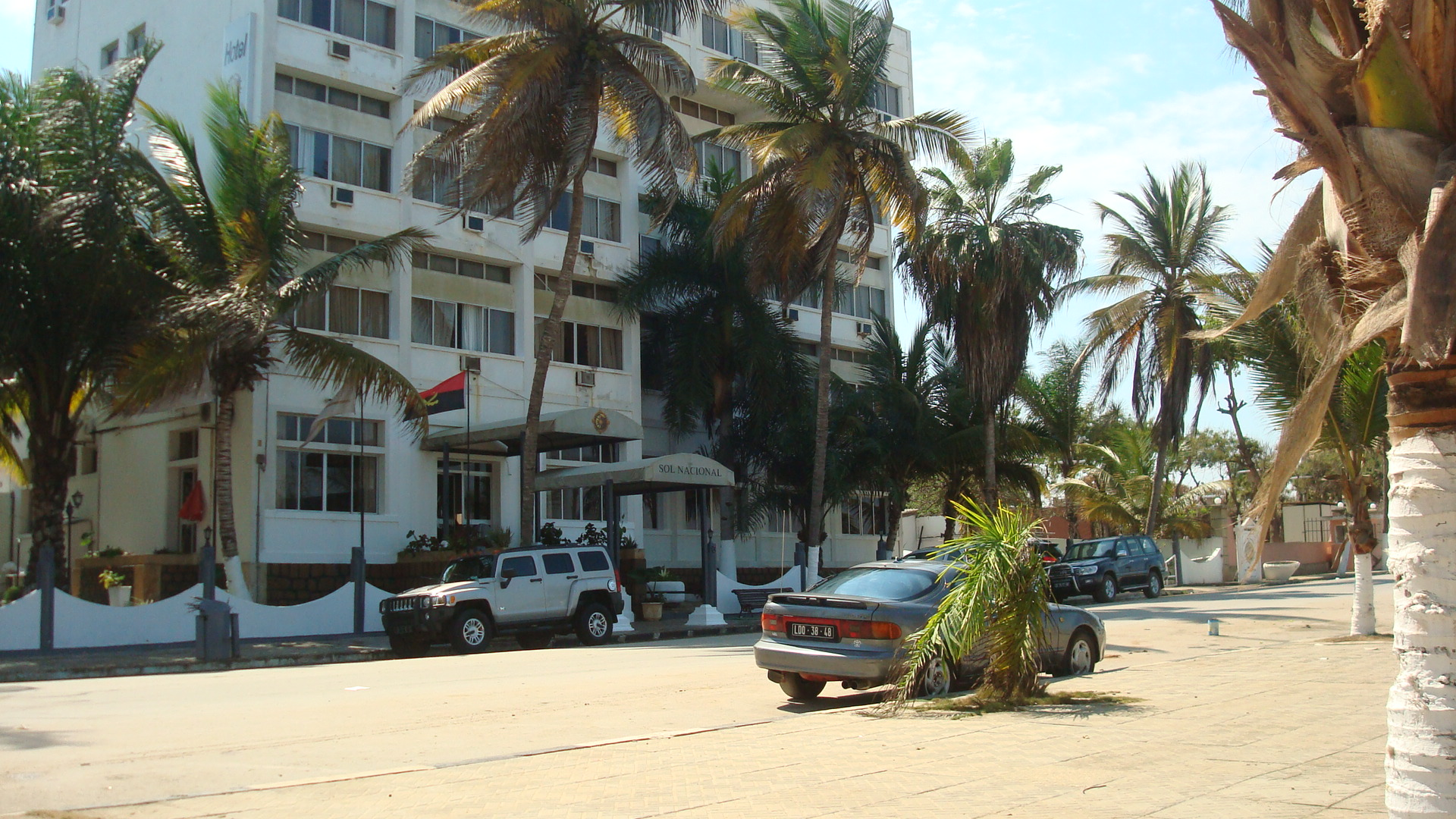

Sumbe (anciennement Novo Redondo) est la capitale de la province de Cuanza Sud en Angola.

## Religion
Sumbe est le siège d'un évêché catholique créé le 10 août 1975.